# Place Saint-Jacques (Metz)

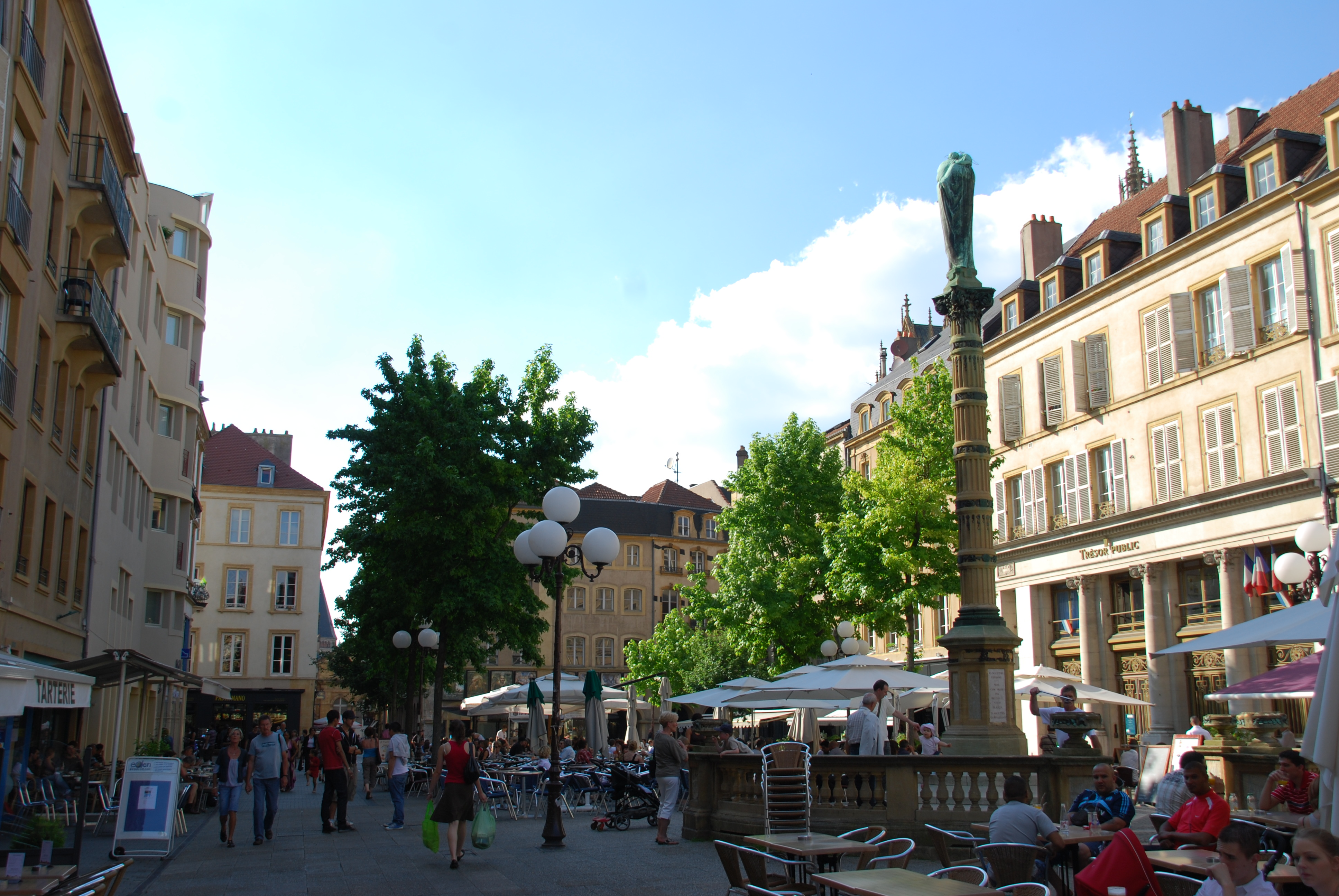
Place Saint-Jacques

Place Saint-Jacques (deutsch Jakobsplatz) ist ein Platz im historischen Zentrum von Metz. Er liegt vor dem 1976 eröffneten gleichnamigen Einkaufszentrum und zwischen den Straßen Rue Fabert und Ladoucette. Sie ist als Fußgängerzone ausgebildet und befindet sich unweit des Place d'Armes mit der Kathedrale von Metz.

## Toponymen
- Place Saint-Jacques (1137 – 1609–1698)
- Place Derrière-Saint-Sauveur (1698–1773)
- Place de la République (1792)
- Place d’Austerlitz (1806–1815)
- Place Saint-Jacques (1816–1830)
- Place d'Austerlitz (1831–1874)
- Reichsland Elsaß-Lothringen: Jakobsplatz (1874–1918)
- Place Saint-Jacques
- CdZ-Gebiet Lothringen: Jakobsplatz (1940–1944)
- Place Saint-Jacques

## Geschichte
Der Name des Platzes leitet sich von der angrenzenden Kirche St. Jakob ab, die 1574 aufgehoben wurde. Ein Saint-Jacques-Brunnen wurde auf dem Platz vor dem Kollegiatstift St. Sauveur (Erlöserkirche) bereits im 15. Jahrhundert (genauer: 1498) errichtet. Der Brunnen wurde 1730 zerstört und um 1759 an der Ecke Rue de Ladoucette und Petit Paris wiedererbaut. Die Steinskulptur des Apostels Jakobus der Ältere wurde während der Revolution zerstört, die Reste später an die Rue du Pont-des-Morts transferiert.
In der Zeit von 1832 bis 1907 bedeckte eine Halle den gesamten Platz, auf dem Gemüse und Blumen verkauft wurden. Jährlich am 26. Dezember begannen und endeten die Dienstverhältnisse der abhängig Beschäftigten und auf dem Platz traf man sich zur Arbeitssuche.
Die Place Saint-Jacques wird wegen zahlreicher Cafés und Restaurants, besonders in der Freiluftsaison, geschätzt.

### Notre-Dame de Metz, die Mariensäule
Während der Serie von fünf deutschen Offensiven gegen Ende des Ersten Weltkrieges befürchteten die Katholiken von Metz, dass ihre Stadt Schauplatz einer erneuten Schlacht werden würde. Sie beteten mit ihrem Bischof Willibrord Benzler um einen guten Ausgang des Krieges und gelobten, der „Heiligen Jungfrau“ eine Statue zu errichten, falls die Stadt von den Kämpfen verschont würde. Die Place Saint-Jacques wurde wegen ihrer zentralen Lage und Nähe zum Dom als Standort vorgesehen. Bischof Willibrord Benzler nahm die Votivgabe als Zeichen des Dankes für die Rettung an, erlebte die Umsetzung des Gelöbnisses jedoch nicht mehr, da er im Januar 1919 wegen seiner deutschen Nationalität zurücktrat und 1921 starb. Die Statue wurde am Fest Mariä Aufnahme in den Himmel 1924 eingeweiht.
Die Weihe des Denkmals wurde von Bischof Jean-Baptiste Pelt, dem neuen Bischof von Metz, in Anwesenheit von Mgr. Ruch, Bischof von Straßburg und Bischof Alphonse-Gabriel Foucault, Bischof von Saint-Dié, vorgenommen. Zuvor hielt André du Bois de La Villerabel, Erzbischof von Rouen und Primas der Normandie, eine Rede. Das Denkmal besteht aus einer ionischen Säule aus Pierre de Jaumont (oolithischer Kalkstein des alten Metz) von acht Metern Höhe und ist das Werk von Max Braemer, während die ein Meter neunzig hohe Bronzestatue das Werk des Bildhauers Jacques Martin ist.